# Emiliano Castro
Emiliano Castro, vollständiger Name Emiliano Castro García, (* 4. Oktober 1990 in Montevideo) ist ein uruguayischer ehemaliger Fußballspieler.

## Karriere
Der 1,75 Meter große Mittelfeldspieler Castro gehörte zu Beginn seiner Karriere in der Apertura 2012 dem Kader des seinerzeitigen uruguayischen Erstligisten Central Español an und absolvierte neun Partien (kein Tor) in der Primera División. Im Februar 2013 verließ er den Klub im Rahmen einer Ausleihe an den Zweitligisten Club Atlético Rentistas, mit dem er am Saisonende aufstieg. Er verblieb aber nicht bei dem Aufsteiger, sondern kehrte zu dem nunmehr in die Segunda  División abgestiegenen, leihgebenden Klub Central Español zurück. In der Zweitligaspielzeit 2013/14 lief er in 29 Ligaspielen auf und erzielte zwei Treffer. Im Juli 2014 wechselte er sodann nach Mexiko zum Altamira FC (Cafetaleros de Tapachula). Zehnmal (ein Tor) stand er dort in der Ascenso MX und viermal (kein Tor) in der Copa México auf dem Platz. In der ersten Januarwoche 2015 schloss er sich dem ecuadorianischen Klub Macará an und erzielte vier Tore in der Primera B. Seit Ende Juni 2016 steht er in Reihen des uruguayischen Klubs Villa Española. In der Erstligaspielzeit 2016 absolvierte er sieben Ligabegegnungen (kein Tor). Nach dem Abstieg am Saisonende kam er in der laufenden Zweitligasaison 2017 bislang (Stand: 27. August 2017) in elf Ligapartien (kein Tor) der zweithöchsten uruguayischen Spielklasse zum Einsatz.